# Route nationale 34 (Madagaskar)

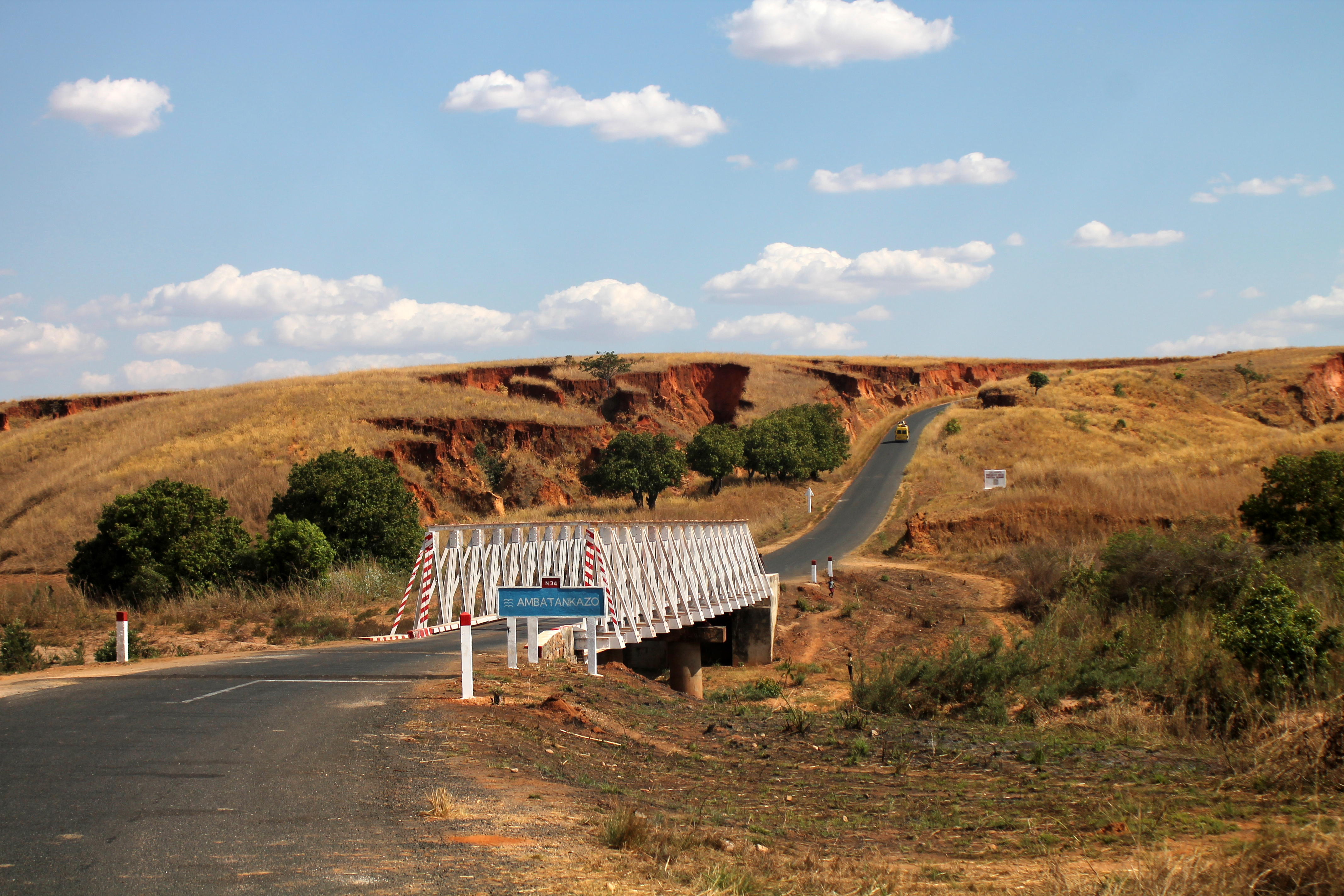
Brücke der RN 34 über den Ambatankazo-Fluss

Die Route nationale 34 (RN 34) ist eine 368 km lange asphaltierte Nationalstraße in den Provinzen Vakinankaratra und Menabe im Zentrum von Madagaskar. Sie zweigt in Antsirabe von der Route nationale 7 ab und führt über Mandoto, Miandrivazo und Ambatolahy nach Malaimbandy an die RN 35.